# Phare de Crown Point (New York)
Pour les articles homonymes, voir Phare de Crown Point.

Le phare de Crown Point (en anglais : Crown Point Light), connu aussi sous le nom de Champlain Memorial, est un phare inactif situé juste au sud d'Essex sur le Lac Champlain, dans le Comté d'Essex (État de New York). Il sert maintenant de mémorial à l'exploration du lac par Samuel de Champlain.

## Histoire
Le premier feu sur ce site a été érigé en 1859 sur une demande faite dès 1838. Il a été construit par Ellis et O'Neil, sur le modèle du Windmill Point Light (Vermont) (en) et d' Isle La Motte Light (en) construits dans la même période. La lumière reposait sur une petite pointe à l’est des ruines du fort Saint-Frédéric, un fort construit entre 1730 et 1750 à la pointe de la péninsule. La tour de pierre octogonale et la demeure du gardien attenante sont restées en service, essentiellement inchangées, jusqu'au début du 20e siècle.
Le tricentenaire des explorations du lac par Champlain a été l'occasion de célébrations, et des commissions des états de New York et du Vermont, chargées des festivités, ont décidé d'ériger un monument. Une suggestion dans un journal a incité l’idée de convertir un phare existant et, après avoir pris en compte d’autres sites, le phare de Crown Point a été choisi. L'entourage de pierre de la tour a été enlevé, laissant l'escalier en colimaçon en brique debout sur la fondation. Une nouvelle tour a été construite sur cette surface et autour de celle-ci. Elle est composée d’une courte base effilée, d’un anneau de huit colonnes d'ordre dorique, d’une corniche et d’un parapet richement sculptés et d’une nouvelle lanterne placée au sommet de l’ensemble. Sur le côté faisant face au lac, une projection de la base supportait un bronze monumental dessiné par Carl Augustus Heber (en) représentant Champlain accompagné d'un compatriote français et d'un natif huron. Le gouvernement français a envoyé une plaque d'Auguste Rodin qui a ensuite été placée sous l'autre sculpture. Une lentille de Fresnel de cinquième ordre a continué de briller dans la lanterne, ce qui a donné une lumière blanche fixe, et la maison du gardien est restée en place, attachée à la nouvelle tour par un court passage. Le mémorial a été inauguré le 5 juillet 1912 lors d'une cérémonie présidée par les gouverneurs John A. Mead (en) du Vermont et John Adams Dix de New York.
Le mémorial a servi de phare actif pendant seulement quatorze ans. En 1926, sa lumière s'est éteinte et une petite tour à claire-voie a été érigée immédiatement à proximité de l'eau. En 1931, la construction du pont CHamplain masqua le site et la tour en acier fut déplacée sur le terrain du phare de Windmill Point dans le cadre des efforts du service des douanes visant à contrôler la contrebande d'alcool sur le lac. La propriété a été transférée à l’État de New York, qui l’a maintenu dans le cadre de la réserve d’État qui forme la pointe de la péninsule. La maison du gardien a été démolie, laissant le monument seul au sommet de la falaise. La tour est marquée sur les cartes de navigation, mais ne sert actuellement pas d'aide à la navigation .
Identifiant : ARLHS : USA-207 .

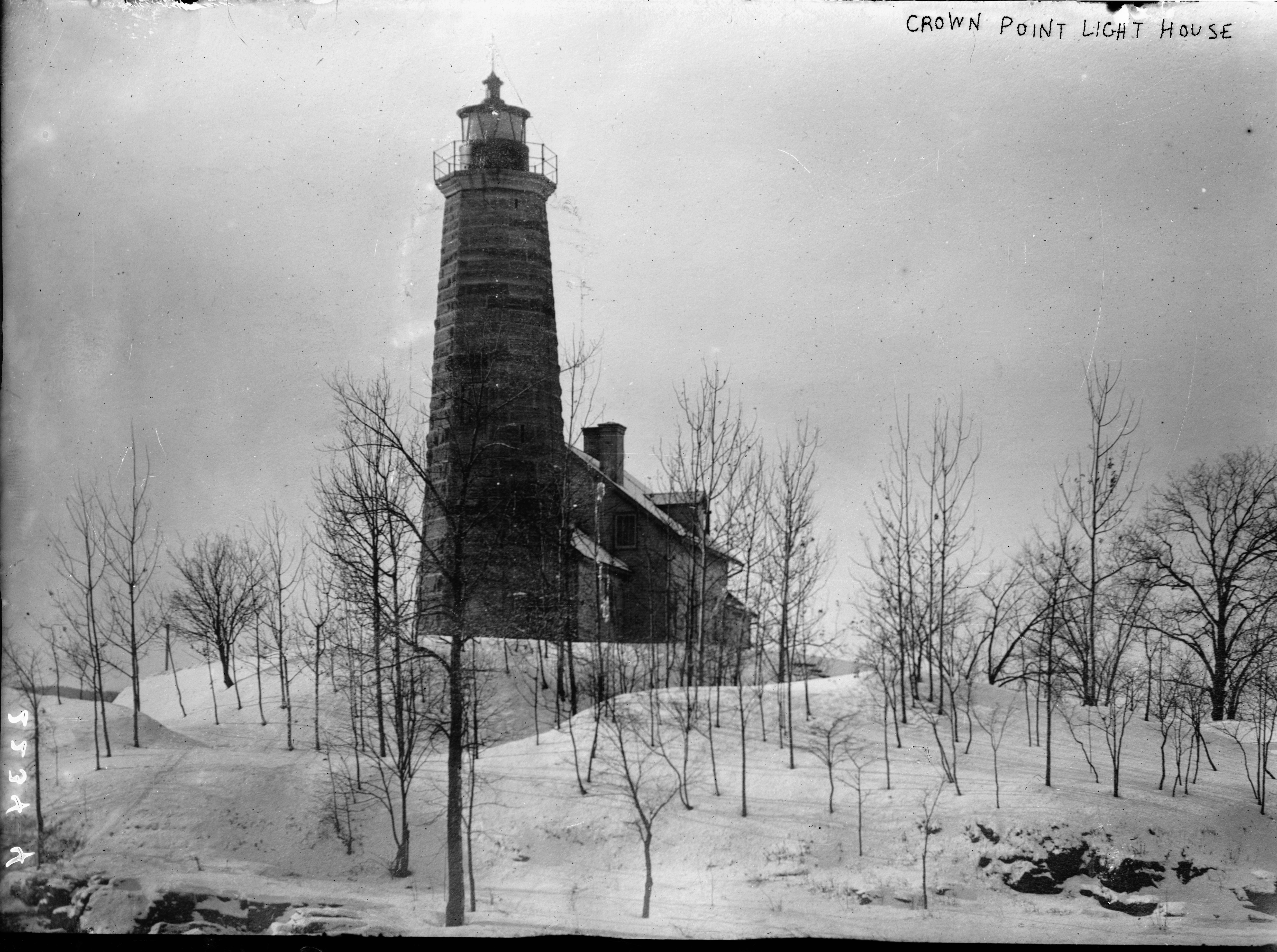
Le phare d'origine
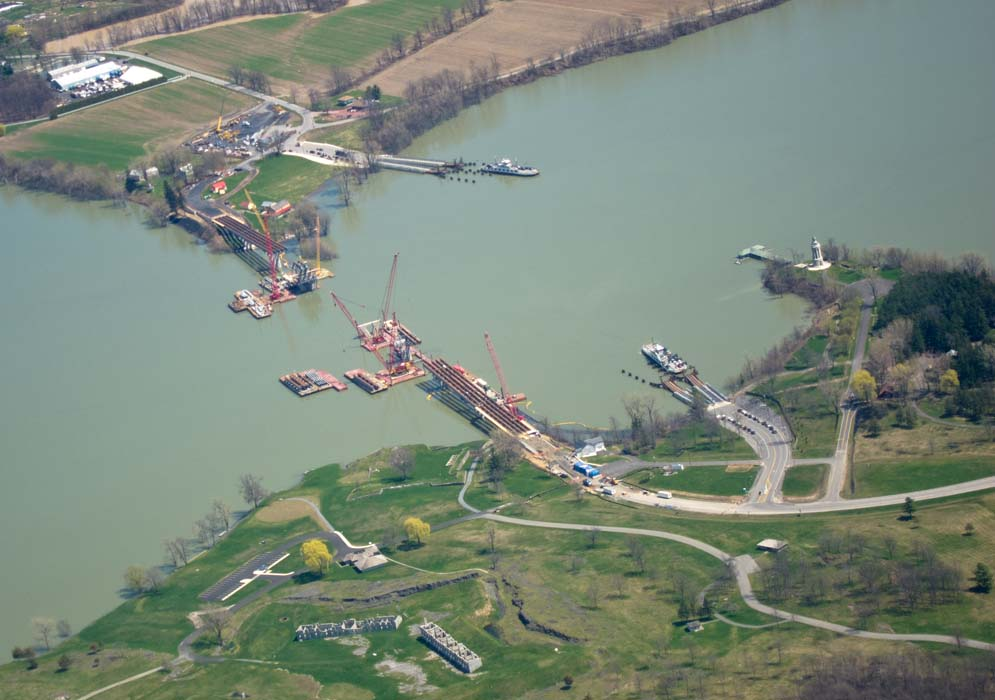
Champlain Bridge

### Lien connexe
- Liste des phares de l'État de New York